# Mathieu Flamini
Mathieu Pierre Flamini (* 7. März 1984 in Marseille) ist ein ehemaliger französischer Fußballspieler und heutiger Unternehmer. Sein Vater stammt aus Italien und seine Mutter aus Korsika. Er konnte sowohl im defensiven Mittelfeld als auch auf den beiden Außenverteidigerpositionen eingesetzt werden. Er stand zuletzt beim FC Getafe unter Vertrag. Flamini ist Mitbegründer von GF Biochemicals, dem weltweit ersten Unternehmen, das Lävulinsäure in großen Mengen herstellen kann.

## Karriere

### Verein
Mathieu Flamini begann seine Karriere bei Olympique Marseille, aus dessen Nachwuchsschule er hervorging und für den er in der Saison 2003/04 14 Einsätze in der Ligue 1 absolvierte. Im Jahr 2004/05 wechselte er ablösefrei nach England zum FC Arsenal. Aufgrund einer zunächst mündlichen Zusage für einen Profivertrag bei Olympique Marseille, welche Flamini jedoch aufgrund eines Angebots des FC Arsenal widerrief, wurde Arsenal schließlich von der Streitbeilegungskammer der FIFA dazu verurteilt, Marseille eine Entschädigung in Höhe von 480 000 € für Flamini zu zahlen.
Nach anfänglichen Schwierigkeiten sich gegen die große Konkurrenz auf seiner Position durchzusetzen avancierte Mathieu Flamini beim FC Arsenal zum Stammspieler und absolvierte in vier Jahren 102 Erstligapartien. Er spielte am 8. April 2008 in der UEFA Champions League, wo Arsenal gegen den englischen Rivalen Liverpool ausschied. Nach dem Spiel wurde er als verletzt gemeldet, und es sollte sein letztes Spiel für Arsenal sein. Im April 2009 kündigte Flamini an, dass er den Verein verlassen werde.
Zur Saison 2008/09 wechselte Flamini zur AC Mailand nach Italien, konnte sich allerdings nicht als Stammspieler etablieren. Dies war unter anderem einem Kreuzbandriss geschuldet, der ihn in der Saison 2011/12 für ein halbes Jahr außer Gefecht setzte. Am 7. April 2013 erzielte Flamini beim 2:2-Unentschieden gegen die AC Florenz sein erstes Saisontor für Milan. Ab dem 29. August 2013 stand Flamini wieder beim FC Arsenal unter Vertrag. Dort konnte er sich auf Anhieb wieder in der Stammelf etablieren. Am 23. September 2015 kam Flamini in der dritten Runde des Football League Cups gegen Tottenham Hotspur zu seinem ersten Einsatz in der Saison 2015/16. Er erzielte beide Tore für Arsenal und wurde zum „Man of the Match“ gewählt. Flamini unterschrieb am 8. September 2016 ablösefrei bei Crystal Palace und wurde am Ende der Saison 2016/17 vom Verein entlassen. Im Februar 2018 ging Flamini zum spanischen Erstligisten FC Getafe. Sein Vertrag lief bis Ende der Saison 2017/18. Er kam in La Liga auf acht Einsätze, bevor er den Verein am Saisonende verließ.
Am 18. Dezember 2018  unterzeichnete er einen neuen Vertrag bei Getafe, wo er 2019 seine Karriere beendete.

### Nationalmannschaft
Am 16. November 2007 gab Flamini beim 2:2 gegen Marokko sein Debüt im französischen Nationalteam. Zwar wurde er in den erweiterten Kader der Les Bleus für die Fußball-Europameisterschaft 2008 nominiert, anschließend aber durch Trainer Raymond Domenech aussortiert. Flamini wurde danach nicht mehr für das Nationalteam nominiert.

### Unternehmer
Flamini ist Partner von GF Biochemicals, einem Unternehmen, welches Lävulinsäure in Massen und kosteneffizient herzustellen versucht, die als potenzieller Ersatzstoff für Öl gilt. Der zu erobernde Markt soll bis zu 28 Milliarden Euro wert sein. Das Unternehmen gründete er dabei bereits 2008 in seiner aktiven Zeit bei der AC Mailand gemeinsam mit seinem Freund Pasquale Granata und beschäftigt am Standort Caserta bei Neapel 80 Mitarbeiter. 2014 machte Flamini bekannt, mehrere Millionen Euro in sein Unternehmen investiert zu haben. Er erklärte, dass „wir GF Biochemicals mit dem Ziel gegründet haben, nachhaltige Alternativen zu Produkten auf Erdölbasis zu finden“. Lävulinsäure enthält Gras oder Holzspäne und kann in Kunststoffen, Lösungsmitteln, Kraftstoffen und in der pharmazeutischen Industrie verwendet werden. Lävulinsäure wurde vom US-Energieministerium als eines der 12 Moleküle identifiziert, die dazu beitragen können, eine „grünere“ Welt zu schaffen. Neben der Präsenz von GF Biochemicals in den Niederlanden und dem Hauptsitz in Italien nannte Flamini China und Brasilien als potenzielle neue Märkte für die Expansion. Im Jahr 2016 übernahm GF Biochemicals die vollständige Kontrolle über Segetis, einen Hersteller von Lävulinsäurederivaten. Segitis befand sich zuvor u. a. im Besitz von Sabic, DSM und Khosla Ventures und hatte in den letzten zehn Jahren in Forschung und Entwicklung investiert.
Im Jahr 2017 kündigte GF Biochemicals an, dass es in Zusammenarbeit mit dem Biotech-Unternehmen American Process eine Zellulose-Bioraffinerie in den USA bauen werde. Flamini gehörte auch zu dem Team, das BIOCIRCE (Bioeconomy in the Circular economy) gründete, einen europäischen Masterstudiengang zur Bioökonomie. Er wurde in Zusammenarbeit mit der italienischen Bank Intesa Sanpaolo, Novamont (einem Hersteller von Biokunststoffen) und den Universitäten von Neapel, Turin, Milano Bicocca und Bologna ins Leben gerufen. Darüber hinaus ist Flamini Mitbegründer des BioJournal, einem E-Magazin zur ökologischen Nachhaltigkeit.
Flamini war Mitglied des Environmental Excellence Committee für die Bewerbung von Paris als Austragungsort der Olympischen Sommerspiele 2024.
Im Jahr 2015 wurde Flamini vom Magazin New Musical Express (NME) zu einem der „People of the Year“ gewählt.

## Erfolge
FC Arsenal
- FA-Cup:2005[33], 2014, 2015
- FA Community Shield: 2014, 2015
- Auszeichnung zum Arsenal-Spieler der Saison: 2007–08[34]

AC Mailand
- Italienische Meisterschaft: 2011